# Max Geiger
Max Geiger (* 27. April 1922 in Bern; † 2. Dezember 1978 in Basel) war ein Schweizer evangelischer Geistlicher und Hochschullehrer.

## Leben
Max Geiger war der Sohn des gleichnamigen Ingenieurs Max Geiger und dessen Ehefrau Emma (geb. Brunner).
Er besuchte von 1937 bis 1941 die Kantonsschule St. Gallen, immatrikulierte sich an der Universität Zürich und begann ein Theologiestudium, das er an der Universität Basel fortsetzte.
1945 begann er sein Vikariat in Gelterkinden und 1946 erfolgte seine Ordination. Von 1950 bis 1961 war er Pfarrer in Tenniken und Zunzgen; in dieser Zeit promovierte er 1951 mit einer Arbeit über die Basler Hochorthodoxie zum Dr. theol.
1956 habilitierte er sich und war im gleichen Jahr massgeblich an der basellandschaftlichen Kirchenordnung vom 5. März 1956 beteiligt und mehrere Jahre in der Leitung des Theologischen Verlags Zürich tätig. Er gehörte auch zu den Initianten der Gespräche zwischen den lutherischen und der reformierten Kirchen Europas, die 1973 zur Leuenberger Konkordie führten. Von 1973 bis 1976 war er Vorsitzender des Koordinierungsausschusses der Gemeinschaft Evangelischer Kirchen in Europa.
1961 wurde er als Nachfolger von Ernst Staehelin ordentlicher Professor für neuere Kirchen- und Dogmengeschichte an der Universität Basel; 1968 war er Dekan der Theologischen Fakultät. Er vertrat während eines Jahres Helmut Gollwitzer an der Freien Universität in Berlin.
Im ökumenischen Gespräch zwischen dem Schweizerischen Evangelischen Kirchenbund und der Deutschen Bischofskonferenz wurde er 1966 reformierter Vizepräsident.
1971 nahm er dreizehn Jugendliche bei sich auf, die nach einer Massenflucht aus der Arbeitserziehungsanstalt Uitikon während einer Demonstration der Heimkampagne geflohen waren und medienwirksam vor der Presse auftreten sollten.
Er war Initiant der Erklärung von Bern, die sich 1971 als Verein konstituierte und 1974 durch die Lancierung von Fairtrade-Kaffee aus Tansania den Weg für Drittweltläden ebnete, sowie bei der Kampagne Jute statt Plastik 250.000 fair gehandelte Jutetaschen aus Bangladesch verkaufte.
Er war von Karl Barth geprägt, um dessen theologisches Erbe er sich bemühte; so gab er die von Karl Barth begründeten Theologischen Studien über lange Jahre hin heraus und setzte sich für die Karl-Barth-Stiftung ein; schliesslich begründete er auch die wissenschaftliche Reihe Basler und Berner Studien zur historischen und systematischen Theologie.
Max Geiger heiratete 1946 die aus Beggingen stammende Rhythmiklehrerin und spätere Autorin Ursula Geiger (1919–2011). Sie war eine Tochter des Pfarrers Hermann Kutter (1893–1980) und der Luzie, geborene Scheller (1888–1986). Sein Schwager war Markus Kutter.

### Schriftstellerisches Wirken
Max Geiger legte kirchenhistorische Arbeiten zur Basler Hochorthodoxie und zur Erweckungsbewegung vor sowie auch zu ethischen und politischen Themen; zudem bemühte er sich vielfältig um die Lösung sozialer Probleme, dazu äusserte er sich zur Todesstrafe, zum Widerstandsrecht, zur Wehrdienstverweigerung, zur Atomenergie und zur Entwicklungshilfe. Er publizierte auch regelmässig in der Basler Nationalzeitung.
Eine begonnene Biographie Hermann Kutters konnte von ihm nicht mehr fertiggestellt werden, postum erschien eine Edition von Kutters Briefen.

## Schriften (Auswahl)
- Die Basler Kirche und Theologie im Zeitalter der Hochorthodoxie. Zollikon-Zürich: Evangelischer Verlag, 1952.
- Geschichtsmächte oder Evangelium? zum Problem theologischer Geschichtschreibung und ihrer Methode: eine Untersuchung zu Emmanuel Hirschs "Geschichte der neuern evangelischen Theologie". Zollikon-Zürich: Evangelischer Verlag, 1953.
- Wesen und Aufgabe kirchlicher Ordnung. Zürich: Evangelischer Verlag, 1954.
- Ordnung der Evangelisch-reformierten Kirche des Kantons Basel-Landschaft vom 5. März 1956. Gelterkinden, 1956.
- Mittragen: eine Besinnung zur kirchlich-politischen Stellungnahme. Zürich: EVZ-Verl, 1962.
- Aufklärung und Erweckung. Zürich, EVZ-Verlag 1963.
- Max Geiger; Meinrich Ott; Lukas Vischer: Die Rassenfrage. Zurich: Evz-Verlag, 1963.
- Max Geiger; Heinrich Ott; Lukas Vischer: Kirche, Krieg und Frieden. Eine kirchliche Stellungnahme zur Atom-Waffenfrage. Zürich: EVZ-Verl, 1963.
- Ernst Gaugler; Max Geiger; Kurt Stalder: Die Johannesbriefe. Zürich: EVZ-Verlag, 1964.
- Der deutsche Kirchenkampf 1933–1945. Zürich: EVZ-Verlag, 1965.
- Johann Heinrich Jung-Stilling: Christlicher Glaube zwischen Orthodoxie und Moderne. Zürich: EVZ-Verl, 1968.
- Max Geiger; Günter Stratenwerth: Ethische Gegenwartsprobleme in theologischer und juristischer Beurteilung: ein Seminarbericht. Zürich: EVZ-Verlag, cop. 1968.
- Bonhoeffer: Zeugnis in Kirche und Welt. Basel: Reinhardt, 1969.
- Militärdienstverweigerung - Friedensbemühung oder strafbares Vergehen? Zürich 1969.
- Calvin, Calvinismus, Kapitalismus. Basel und Stuttgart: Helbing & Lichtenhahn 1969.
- Gottesreich und Menschenreich. Ernst Staehelin zum 80. Geburtstag. Basel; Stuttgart: Helbing & Lichtenhahn 1969.
- Max Geiger; Werner Fritschi: Schockierte Gesellschaft.  Solothurn Schweizer Jugend-Verlag, Stuttgart Eulen-Verlag 1970.
- Dienstverweigerung aus Gewissensgründen. Luzern 1970.
- Konkordie reformatorischer Kirchen in Europa: Entwurf; lutherisch-reformierte Gespräche auf europäischer Ebene; Vollversammlung in Leuenberg/Basel, September 1971. Hannover: Scherrer, 1971.
- Dann werdet ihr erkennen: von der Erkenntnis Gottes im technischen Zeitalter. Zürich 1974.
- Max Geiger; Günter Stratenwerth; Hans Saner: Nein zur Todesstrafe: ein Podium von Amnesty International. Basel: F. Reinhardt 1978.
- Kirche, Staat, Widerstand: historische Durchgänge und aktuelle Standortbestimmung. Zürich: Theologischer Verlag 1978.
- Max Geiger; Andreas Lindt (Herausgeber): Hermann Kutter in seinen Briefen, 1983.